# Данкл, Дэвид
Дэвид Хосбрук Данкл (англ. David Hosbrook Dunkle, 9 сентября 1911 — 3 января 1984) — американский палеонтолог.

## Биография
Родился в Виннипеге, Манитоба, вырос в Индиане. Учился в Канзасском и Гарвардском университетах. В Гарварде он учился у Альфреда Ромера и в 1939 году получил докторскую степень.С 1939 года работал в Кливлендском музее естественной истории (CMNH), заведующим отделом палеонтологии позвоночных, публиковал статьи об артродирах из Кливленда. В 1940-х годах он совершил две экспедиции, в которой он нашёл CMNH 7541, череп динозавра, на котором основан предполагаемый род Nanotyrannus, впервые описан Чарльзом Гилмором в 1946 году.
В 1946 году перешел в Национальный музей естественной истории, также заведующим отделом палеонтологии позвоночных. В 1960-х годах, выступал в качестве научного консультанта в операции по спасению окаменелостей с автомагистралью 71. Он ушел из Национального музея в марте 1968 года.
После выхода на пенсию, переехал в Берджесс, штат Виргиния. Умер в Таппаханноке 3 января 1984 года.

## Память
За свою жизнь Данкл опубликовал около пятидесяти статей, в основном посвященных окаменелостям рыб. В его честь был назван род Дунклеостей.

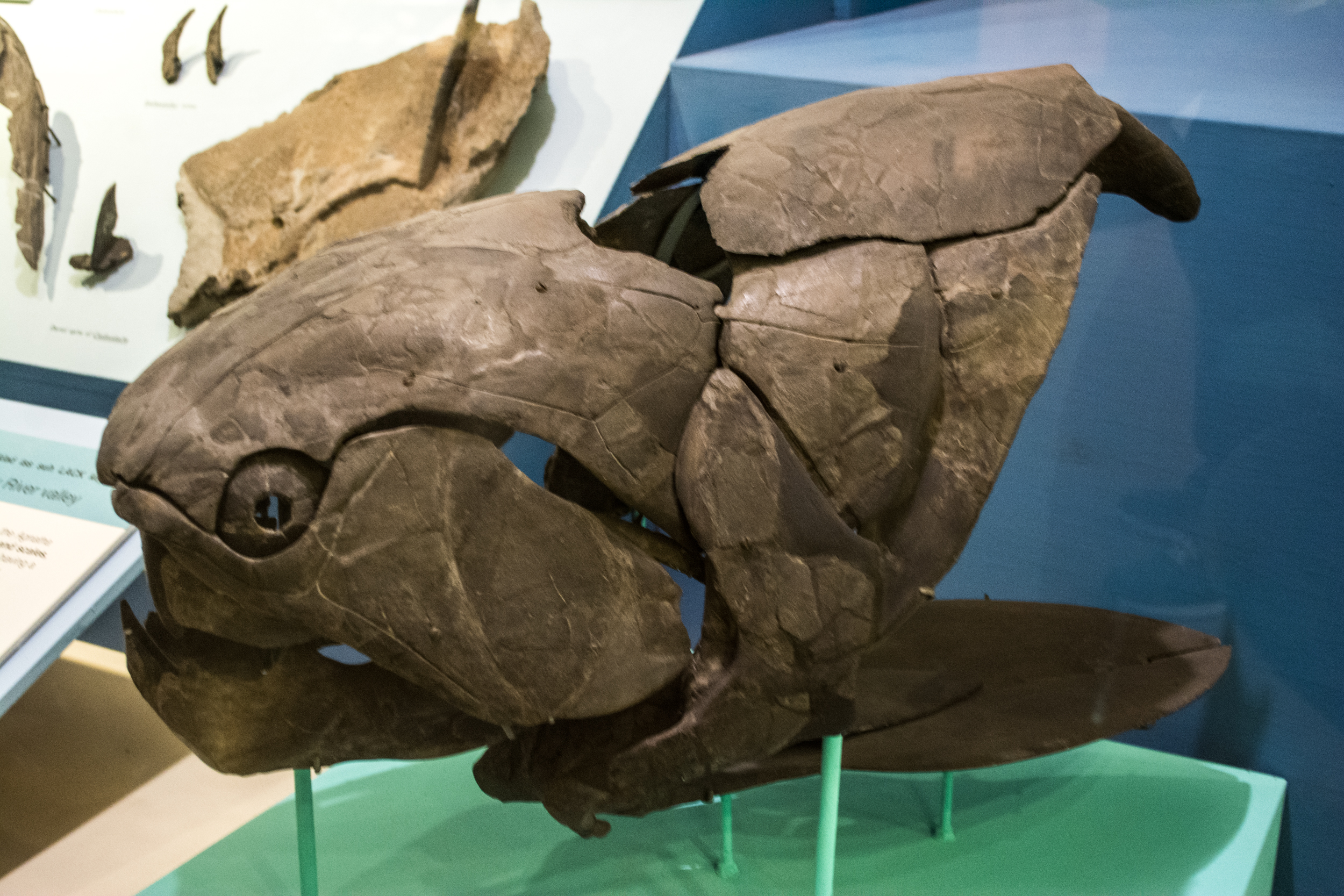
Череп юного Dunkleosteus terrelli, Кливлендский музей естественной истории